# Bulbophyllum capuronii
Bulbophyllum capuronii é uma espécie de orquídea (família Orchidaceae) pertencente ao gênero Bulbophyllum. Foi descrita por Jean Marie Bosser em 1971.